# Сивкович, Владимир Леонидович
Владимир Леонидович Сивко́вич (укр. Володимир Леонідович Сівкович) (род. 17 сентября 1960 года, село Гостра Могила, Ставищенский район, Киевская область, Украина) — украинский государственный и политический деятель, народный депутат Верховной рады Украины IV, V и VI созывов. В марте-октябре 2010 года — вице-премьер, курировавший силовой блок, в правительстве Николая Азарова. Заместитель секретаря СНБО Украины с октября 2010 по февраль 2014 года. С 2022 года находится под санкциями США «за вредоносные действия России за рубежом», а также под санкциями Канады, Великобритании, Австралии и Новой Зеландии. 22 июля 2022 года Офисом генерального прокурора Украины Сивковичу было объявлено подозрение в государственной измене и участии в преступной организации.

## Образование
В 1982 году закончил Киевское высшее военно-инженерное училище связи имени Н. И. Калинина, специальность — радиосвязь, квалификация — радиоинженер.
В 2000 году закончил Киевский национальный экономический университет, специальность — «Международная экономика», квалификация — магистр по управлению международным бизнесом.
В 2005 году закончил Киевский университет права НАН Украины по специальности правоведение.

## Профессиональная деятельность
В 1982—1983 годах служил в армии на Кавказе. С 1983 по 1992 год работал в органах КГБ СССР.
С 1992 по 1998 год был президентом ЗАО «Авиакомпания Вита» (Киев), президентом АО «М. Ф. С.» (Киев) и председателем административного совета ЗАО «Международный Медиа Центр — СТБ».
В 1995—1997 годах Сивкович был председателем совета директоров авиакомпании «Вита», а в 2001—2002 годах — председателем Наблюдательного совета этой компании.
С июля по ноябрь 1998 года работал помощником президента Украины Леонида Кучмы.

## Политическая деятельность
Май 1999—2000 — член руководства партии «Реформы и порядок» (ПРП).
С декабря 2000 — заместитель председателя, в январе — октябре 2001 — первый заместитель председателя (и. о. председателя), с января 2001 — первый заместитель председателя партии «Вперёд, Украина!».
Апрель — ноябрь 2005 — член президиума Политсовета партии «Трудовая Украина».
В марте 2002 года впервые был избран в народные депутаты Украины по избирательному округу № 93 (Киевская область) в качестве самовыдвиженца. Председатель подкомитета по вопросам экономической безопасности и деятельности оборонно-промышленного комплекса, военного и военно-технического сотрудничества Комитета по вопросам национальной безопасности и обороны (с июня 2002). С декабря 2005 — член фракции Партии регионов «Регионы Украины».
В Верховной раде IV созыва был Председателем подкомитета по вопросам экономической безопасности и деятельности оборонно-промышленного комплекса, военного и военно-технического сотрудничества комитета ВР по вопросам национальной безопасности и обороны. Входил в Комиссию по расследованию фактов давления на нардепов со стороны государственных органов. Возглавлял Временную следственную комиссию ВР по вопросам расследования обстоятельств отравления кандидата на пост президента Украины, народного депутата Украины Виктора Ющенко. Комиссия пришла к выводу о том, что нет никаких подтверждений факта умышленного отравления Виктора Ющенко и применения против него биологического оружия.
В Верховной раде V созыва (2006—2007 годы) Сивкович занимал пост заместителя главы Комитета по вопросам законодательного обеспечения правоохранительной деятельности. Руководил Временной следственной комиссией по вопросам проверки фактов коррупционных действий, злоупотребления служебным положением со стороны отдельных должностных лиц МВД, о которых было написано в статье «Другая милиция» газеты «2000» от 8 сентября 2006 года. Также был председателем временной следственной комиссии по вопросам проверки ситуации с обеспечением природным газом украинских потребителей, расчётами за поставленный природный газ и возможными нарушениями действующего законодательства на энергетическом рынке. Данная комиссия установила сеть схем, созданных «Нафтогазом Украины», по которым производился отток денег из страны и их отмывание. Член Временной следственной комиссии ВР по вопросам расследования обвинений в подкупе народных депутатов Украины.
С ноября 2007 по март 2010 года Владимир Сивкович был депутатом Верховной рады VI созыва. В этот период занимал должность первого заместителя главы Комитета по законодательному обеспечению правоохранительной деятельности.
С 11 марта по 13 октября 2010 года — вице-премьер, курировавший силовой блок в правительстве Николая Азарова. После возвращения редакции Конституции Украины 1996 года попал под сокращение, поскольку Кабинет министров Украины лишался функций управления силовыми структурами.
С октября 2010 по февраль 2014 года работал заместителем секретаря СНБО Украины. Руководил рабочими группами по реформированию правоохранительных органов, прокуратуры и Министерства обороны Украины. Отстранён от должности в связи с разгоном палаточного городка оппозиции («Евромайдана»), организованному в ночь с 29 на 30 ноября 2013 года. 14 декабря 2013 Генеральная прокуратура Украины возбудила уголовное дело по статье 365 часть 2 УК Украины (превышение власти или служебных полномочий). Был оправдан решением Печерского суда Киева в январе 2014 года. 28 февраля 2014 года указом исполняющего обязанности президента Украины Александра Турчинова был уволен с должности заместителя секретаря СНБО.
20 января 2022 года госсекретарь США Энтони Блинкен особо отметил роль Сивковича в качестве центрального фигуранта планов ФСБ по обработке высокопоставленных украинских чиновников и реализации планов ФСБ по работе с высокопоставленными украинскими агентами. Сивкович при этом выполнял функции куратора этих украинских чиновников, подчиняясь непосредственно главе 9-го управления ФСБ Игорю Чумакову. 22 июля 2022 года Офисом генерального прокурора Украины Сивковичу было объявлено подозрение в государственной измене и участии в преступной организации.

## Санкции
20 января 2022 года Сивкович попал в санкционный список США за «содействие России в дестабилизации Украины» введённый против лиц которые «действуют по указаниям российской ФСБ и поддерживают управляемые из России операции влияния». По данным США, Сивкович работал с российской разведывательной агентурой при проведении «операций влияния». В частности, он продвигал идею уступки оккупированного Крыма России в обмен на отвод поддерживаемых РФ вооруженных отрядов из Донбасса. Кроме того, «в начале 2020 года Сивкович координировался с российской разведкой для продвижения дезинформационных кампаний Андрея Деркача перед президентскими выборами» и участвовал в других направленных против США «операциях влияния», проводившихся с 2019 года.
24 февраля 2022 года, Сивкович включён в санкционный список Канады «украинских агентов дезинформации»  за «создание условий и поддержку неспровоцированного и неоправданного вторжения России в Украину».
По аналогичным основаниям находится под санкциями Великобритании, Украины, Австралии и Новой Зеландии.
22 июля 2022 года Офис генерального прокурора Украины объявил Сивковичу подозрение в государственной измене и участии в преступной организации.

## Семья
Супруга - Антонина. Старший сын — Александр (р. 1982). Другой сын, Виктор (1984—2009), погиб в автокатастрофе в июле 2009 года.